# IG Field
Het IG Field (tot 2019 Investors Group Field) is een stadion in Winnipeg, de hoofdstad van de deelstaat Manitoba in Canada. Het stadion ligt op de terreinen van de Universiteit van Manitoba.
Het is thuisbasis van de Winnipeg Blue Bombers die uitkomen in de Canadian Football League en van voetbalclub Valour FC. In 2015 was het een van de stadions die gebruikt werden voor het wereldkampioenschap voetbal vrouwen 2015.